# Buna Vestire (ziar)
Buna Vestire a fost un cotidian, oficios al Mișcării legionare, înființat de Mihail Manoilescu în 1937, care și-a încetat apariția în ianuarie 1941.

## Istoric
Buna Vestire din 1937 a fost organizată ca o societate anonimă pe acțiuni, majoritatea acțiunilor fiind în mâna profesorului Mihail Manoilescu și a familiei lui. Directori ai ziarului din prima lui perioadă au fost Dragoș Protopopescu și Toma Vlădescu. Prim-redactor era Mihail Polihroniade, iar secretar general de redacție, Valeriu Cârdu. membri ai redacției erau Ion Stoenescu pentru politica internă, Alexandru Cristian Tell, Mircea Streinul, Virgil Rădulescu, Gabriel Bălănescu. În afară de această permanență la redacție, au colaborat: Radu Gyr, Nicolae Totu, Mihail Manoilescu, Bănică Dobre, Ciril Vârnav, Luca Popovici, Paul Petzi, Sextil Pușcariu.
La reapariția ziarului Buna Vestire la 8 septembrie 1940, în preajma decretării statului național-legionar sub conducerea lui Ion Antonescu și a lui Horia Sima, Constantin Noica a devenit prim-redactor (adică redactor-șef) al cotidianului Buna Vestire, de unde a fost îndepărtat după câteva săptămâni, la 16 octombrie 1940, când conducerea e demisă din cauza unui text dezavuat de Ion Antonescu.

## Redacție, colaboratori
Director era Grigore Manoilescu, fratele profesorului, iar secretar de redacție Valeriu Olaniuc. 
Redactori permanenți erau Cristian Petrescu, Ion Stoenescu, Horia Stamatu, Ștefan Ion Gheorghe, Luca Popovici, Radu Gyr, Mircea Streinul, Alexandru Alexianu, Demetrie Soutzu. 
La ziar au lucrat în calitate de colaboratori Mihail Manoilescu, Constantin Noica, Colonel Octav Vorobchievici, Locotenent Emanuel Voinescu (sub pseudonimul Vornicul Boldur), Mircea Mateescu, Dragoș Vrânceanu, Ciril Vârnav, Nicolae Pană, Demetrie Ganea, Paul Petzi, Barbu Slușanschi, Mircea Pop. 
După apariția articolului lui Grigore Manoilescu, Cu mănuși, ziarul a fost suspendat o săptămână din ordinul generalului Antonescu și la reapariție la conducerea ziarului a venit Alexandru Constant, care era și Ministrul Propagandei. Odată cu Grigore Manoilescu, a părăsit redacția și Constantin Noica, fiind înlocuit cu Horia Stamatu.